# Língua de sinais havaiana
A língua de sinais havaiana (em Portugal: língua gestual havaiana) é a língua de sinais usada no Havaí. Agora amplamente implantada pela ASL, é uma língua quase extinta e usada apenas por um pequeno grupo de surdos idosos que são bilingues com a ASL.